# Запорожское (Софиевский район)
Запорожское (укр. Запорізьке) — село, Запорожский сельский совет,
Софиевский район,
Днепропетровская область,
Украина.
Код КОАТУУ — 1225283501. Население по переписи 2001 года составляло 440 человек.
Является административным центром Запорожского сельского совета, в который, кроме того, входит село
Братское.

## Географическое положение
Село Запорожское находится на берегу реки Каменка,
выше по течению на расстоянии в 1 км расположено село Братское,
ниже по течению примыкает пгт Софиевка.
Река в этом месте пересыхает, на ней сделано несколько запруд.

## История
- Село возникло в XV веке как казацкие поселения.
- В 1786 году немецкий помещик Энгельгард, которому было выделено 6 тыс. десятин земли по речке Каменка, основал село Энгельгард, в котором проживало 17 человек.
- После получения этих земель в наследство, сын – генерал Василий строит 20 дворов, в селе строится небольшая церковь, позже село получило название Энгельгард-Васильевка. С 1906 по 1914 в  церкви служил  псаломщиком Георгий Иванович Зельницкий 1886 г.р[2].
- В 1964 году село Васильевка было переименовано в село Запорожское.

## Экономика
- «Запорожское», ООО.

## Объекты социальной сферы
- Школа.
- Фельдшерско-акушерский пункт.
- Клуб.